# Museo del Greco
Museo del Greco (hisz. Museo Del Greco) – hiszpańskie muzeum znajdujące się w Toledo poświęcone głównie malarzowi El Greco oraz innym malarzom hiszpańskim.
Muzeum zostało otwarte w 1911 roku. Znajduje się w dawnej Dzielnicy Żydowskiej w Toledo. Składa się z dwóch budynków: szesnastowiecznej rezydencji z dziedzińcem oraz dobudowanego domu powstałego na początku XX wieku. Oba budynki połączone są ogrodem. W muzeum znajdują się dzieła El Greco, w szczególności z ostatniego okresu działalności malarza, oraz płótna innych XVII-wiecznych malarzy hiszpańskich. Ponadto można podziwiać meble, wyposażenie domowe z tej samej epoki jak i wyroby ceramiczne z Talavera de la Reina.

## Historia[3]
Budynek, w którym mieści się kolekcja obrazów El Greca, należał w XIV wieku do Samuela Halevy'ego, skarbnika króla Piotra I. W późniejszych latach dom stał się własnością alchemika markiza de Villena. El Greco wynajął go od Villeny i mieszkał w nim z krótkimi przerwami przez 27 lat. Przez kolejne stulecia budynek uległ zniszczeniu, by w 1906 roku dom i jego ogród został odrestaurowany przez markiza Benigno de la Vega-Inclán y Flaquer. W 1911 roku otwarto w nim muzeum. Budynek jest własnością państwa hiszpańskiego.
W muzeum można obejrzeć m.in. pełną serię trzynastu portretów apostołów oraz jedną z wersji widoków miasta pt. Widok Toledo z planem.